# Lilla Hjortsjön (Järeda socken, Småland)
Lilla Hjortsjön är en sjö i Hultsfreds kommun i Småland och ingår i Emåns huvudavrinningsområde.